# 5240 Квасан
5240 Квасан (5240 Kwasan) — астероїд головного поясу, відкритий 7 грудня 1990 року.
Тіссеранів параметр щодо Юпітера — 3,524.